# Capricorne (comics)
Pour les articles homonymes, voir Capricorne.
Le Capricorne est le nom de trois différents vilains, créés par Marvel Comics. Le premier est apparu pour la première fois dans Avengers #72, en 1970.

## Origines
William Weir était un des membres fondateurs du Zodiaque, un cartel criminel, et il opérait à Chicago. Sous un costume équipé de cornes, il se faisait appeler le Capricorne.
Avec le Zodiaque, Weir affronta Nick Fury et les Vengeurs. Il réussit à leur échapper.
Sous la direction du Taureau, le Zodiaque tenta de tuer tous les habitants de Manhattan nés sous le signe des Gémeaux, pour montrer leur puissance. Les 12 criminels furent finalement battus et arrêtés par les Vengeurs.
Avec 9 autres membres du Cartel (le Taureau et la Balance s'échappèrent à temps), William Weir fut tué par des androïdes (des Life Model Decoys) qui s'emparèrent du Zodiaque. 

### Le Capricorne robotique
Après un premier échec provoqué par une panne, un LMD féminin dirigé par Scorpio (Jacob Fury) fut activé. Le Zodiaque robotique fut aussi battu par les Vengeurs.
Capricorne retrouva la liberté et fut récupérée par Scorpio, qui utilisa la clef du Zodiaque pour la doter d'une véritable personnalité, propre à son signe. Elle fut exilée dans une autre dimension, où elle fut désactivée.

### Le Capricorne écliptique
Le Zodiaque Ecliptique comptait parmi ses membres un homme altéré biologiquement. Il fut tué par l'Arme X avec ses partenaires.

## Pouvoirs
- Le Capricorne originel possédait un casque blindé équipé de cornes extensibles.
- Il était maître de karaté et utilisait parfois un pistolet laser.
- La Capricorne robotique possédait une paire d'ailes et des pieds se terminant en sabots. C'était un expert en escalade.
- Le Capricorne écliptique était un homme biologiquement altéré, présentant de l'ADN de chèvre. Sa fourrure variait de l'ocre au bleu sombre. Sa force dépassait celle d'un être humain.
- Il utilisait ses cornes au corps à corps mais aussi un bâton et un pistolet, et se déplaçait rapidement grâce à un appareil de téléportation.